# Anne Aghion
Pour les articles homonymes, voir Aghion.
Anne Aghion est une réalisatrice, documentariste et productrice franco-américaine, née à Paris en 1960. Elle vit entre la France et les États-Unis. Elle est connue surtout pour une série de films réalisés sur une longue durée, observant l'impact du génocide rwandais, la façon dont la société rwandaise s'est confrontée aux suites de ce drame, le rôle de la parole, les tribunaux communautaires et les relations entre victimes et bourreaux. Elle a remporté l’Emmy Award en 2005 avec son documentaire Au Rwanda on dit… La famille qui ne parle pas meurt et a présenté Mon voisin, mon tueur en sélection officielle du Festival de Cannes en 2009.

## Biographie
Anne Aghion naît à Paris. Elle est diplômée de langue et littérature arabes au Barnard College (Columbia University) à New York, et poursuit ses études au Caire, en Égypte, où elle part vivre deux années. Elle commence sa carrière dans la presse écrite quotidienne, au bureau parisien de New York Times, et à l’International Herald Tribunes. Avant de réaliser et de produire ses propres films, Anne Aghion travaille en tant que chef-opératrice, productrice, et monteuse.

### Son parcours de réalisatrice
Son premier film Se Le Movio El Piso - Un Portrait de Managua (1995), tourné à Managua, donne aux spectateurs un regard intime sur les Nicaraguayens des quartiers pauvres, qui témoignent de leur vie quotidienne. 
Mais Anne Aghion est surtout connue pour ses documentaires concernant le post-génocide au Rwanda. Elle a passé près de dix ans à retourner sur une petite colline retirée du Rwanda. Au cours des années, elle y a suivi l’impact émotionnel des Gacaca (prononcé ga-CHA-cha)- le système de tribunaux participatifs qui juge les crimes de génocide et prévoit le retour des prisonniers chez eux en échange de leurs aveux. Dans son premier film rwandais Gacaca, Revivre ensemble au Rwanda ?, la parole est donnée au victimes qui vont directement s’adresser à leurs bourreaux et aux tribunaux communautaires que le gouvernement rwandais s'apprête alors à mettre en place. Si personne n’accuse le prisonnier, celui-ci est relâché. Le film Au Rwanda on dit… La famille qui ne parle pas meurt  expose les interviews de la réalisatrice avec un coupable du génocide qui a été renvoyé dans sa communauté et parle avec des victimes du génocide,. Ces films sont tournés dans une toute petite communauté rurale, pendant 7 ans, et sont largement utilisés par des associations à but non lucratif pour l’éducation et l’enseignement. La troisième partie de sa série de films rwandais, terminée en 2009, met l’accent sur les juges-citoyens locaux et leurs témoignages concernant les survivants et ceux accusés de meurtres durant le génocide. Mon voisin, mon tueur est le long-métrage qui accompagne cette Trilogie des Gacaca. Il est diffusé au sein de la sélection officielle du Festival de Cannes en 2009.
Cette même année 2009, Anne Aghion sort également un long-métrage documentaire, Ice People, qui explore l’aventure physique, émotionnelle et spirituelle des scientifiques en Antarctique, un des environnements les plus extrêmes de la planète. Le film est présenté dès le Festival international du film de San Francisco d'avril 2008.
Elle travaille ensuite au développement d’une série de projections au niveau national au Rwanda, ainsi que dans d’autres pays post-conflit, en particulier au Cambodge.

## Distinctions
Anne Aghion gagne l’Emmy Award en 2005 pour son film Au Rwanda on dit… La famille qui ne parle pas meurt et le prix Fellini de l’UNESCO pour Gacaca, Revivre ensemble au Rwanda ? . En 1996, son premier documentaire Se le movio el piso : Un portrait de Managua gagne le Coral Award du « Meilleur documentaire non latino-américain » au Havana Film Festival, à Cuba. En 2005 elle reçoit le soutien d’une bourse de la Fondation Guggenheim.
Mon voisin, mon tueur est projeté en 2009 au Human Rights Watch International Film Festival au Lincoln Center for the Performing Arts of New York, où Anne Aghion reçoit le Nestor Almendros Award pour son courage dans le filmage.

## Filmographie
- Se le movio el piso – Un Portrait de Managua (1995)
- Gacaca, Revivre ensemble au Rwanda (2002)[1]
- Au Rwanda on dit… La famille qui ne parle pas meurt (2004)[1]
- Ice People (2008)[4]
- Mon voisin, mon tueur (2009)[3]
- Les Cahiers de la mémoire (2009)